# 对江镇
对江镇，是中华人民共和国贵州省毕节市大方县下辖的一个乡镇级行政单位。
2013年4月28日，贵州省人民政府批复同意大方县部分乡镇行政区划调整，撤销高店乡，设置对江镇，以原高店乡及大方镇的金星、湾子、对江、箐木、法书、龙井、元宝、杉林、花果9个村地域为对江镇行政区域，镇人民政府驻堰塘村。

## 行政区划
对江镇下辖以下地区：
金星村、湾子村、对江村、杉林村、龙井村、花果村、法书村、箐木村、元宝村、堰塘村、白龙村、龙场村、石桅村、安兴村、迎兴村和大山村。